# Museum Engelandvaarders

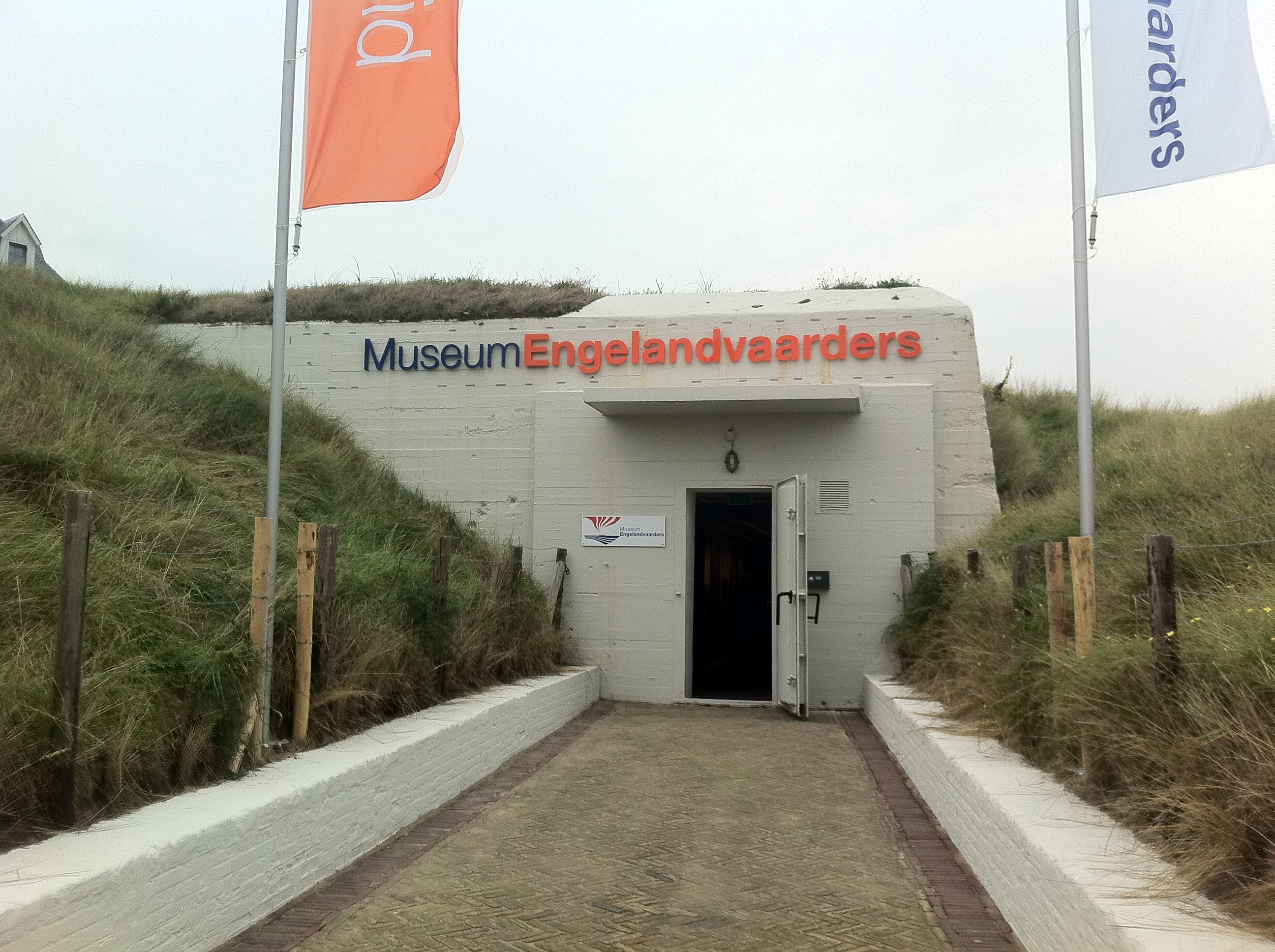
Eingang zum Museum

Das Museum Engelandvaarders im Bosweg 15 in Noordwijk wurde am 4. September 2015 durch König Willem-Alexander eröffnet. Es befindet sich in einem ehemaligen deutschen Munitionsbunker der Küstenbatterie Noordwijk aus dem Zweiten Weltkrieg. 
Die „Engelandvaarders“ (deutsch Englandfahrer) waren Menschen, die während der Besatzungszeit des Zweiten Weltkrieges versuchten, auf dem See-, Luft- oder Landweg aus den Niederlanden zu fliehen, um sich an der Seite Englands am Kampf gegen Deutschland und Japan zu beteiligen. Von ungefähr 2500 Flüchtlingen erreichten 1700 England.
Die Ausstellung erklärt anhand von Objekten und audiovisuellen Darstellungen die genutzten Fluchtmöglichkeiten und geht auf das weitere Leben der Englandfahrer bei der alliierten Luftwaffe, Marine, in der Prinzessin Irene Brigade und bei den alliierten Geheimdiensten ein wie z. B. beim Englandspiel.